# Tourville-la-Rivière
Pour les articles homonymes, voir Tourville et Rivière.
Tourville-la-Rivière est une commune française située dans le département de la Seine-Maritime, en Normandie.

## Géographie

### Description

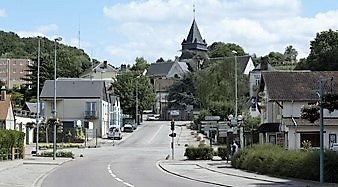
Paysage de la commune.

La commune de Tourville-la-Rivière est située à 12,4 kilomètres de Rouen.
Elle se situe dans la Métropole Rouen Normandie.

### Communes limitrophes
|       | Oissel-sur-Seine Seine | Les Authieux-sur-le-Port-Saint-Ouen |
| Cléon | Tourville-la-Rivière   | Sotteville-sous-le-Val              |
|       | Freneuse               |                                     |

### Hydrographie
La commune est située dans le bassin Seine-Normandie. Elle est drainée par la Seine, un bras de la Seine et divers autres petits cours d'eau,.
La Seine, qui prend sa source à Source-Seine, en Côte-d'Or, sur le plateau de Langres, traverse le département avec de larges méandres sur son flanc sud et se jette dans la Manche entre Le Havre et Honfleur. 
Quatre plans d'eau complètent le réseau hydrographique : la sablière 2 de Bédanne (56,27 ha), la sablière 2 de Gruchet (1,26 ha), la sablière de la Bergerie (2,81 ha) et le Clos Bâtard (9 ha),.

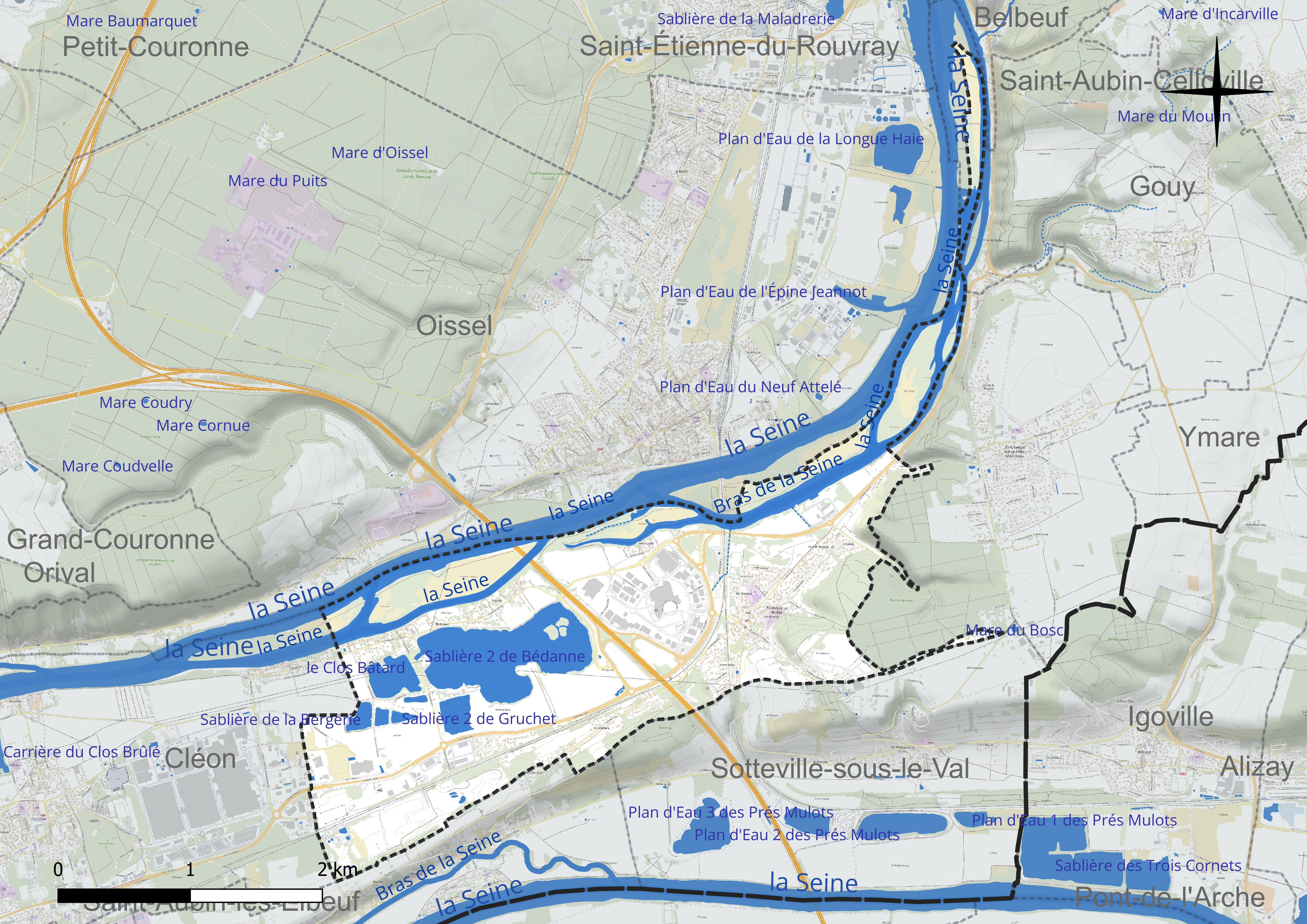
Réseau hydrographique de Tourville-la-Rivière.

### Climat
Pour des articles plus généraux, voir Climat de la Normandie et Climat de la Seine-Maritime.
En 2010, le climat de la commune est de type climat océanique dégradé des plaines du Centre et du Nord, selon une étude du CNRS s'appuyant sur une série de données couvrant la période 1971-2000. En 2020, Météo-France publie une typologie des climats de la France métropolitaine dans laquelle la commune est exposée à un climat océanique et est dans la région climatique  Côtes de la Manche orientale, caractérisée par un faible ensoleillement (1 550 h/an) ; forte humidité de l’air (plus de 20 h/jour avec humidité relative > 80 % en hiver), vents forts fréquents. Parallèlement le GIEC normand, un groupe régional d’experts sur le climat, différencie quant à lui, dans une étude de 2020, trois grands types de climats pour la région Normandie, nuancés à une échelle plus fine par les facteurs géographiques locaux. La commune est, selon ce zonage, exposée à un « climat contrasté des collines », correspondant au Pays d’Auge, Lieuvin et Roumois, moins directement soumis aux flux océaniques et connaissant toutefois des précipitations assez marquées en raison des reliefs collinaires qui favorisent leur formation.
Pour la période 1971-2000, la température annuelle moyenne est de 11 °C, avec une amplitude thermique annuelle de 13,6 °C. Le cumul annuel moyen de précipitations est de 784 mm, avec 12,4 jours de précipitations en janvier et 8 jours en juillet. Pour la période 1991-2020, la température moyenne annuelle observée sur la station météorologique la plus proche, située sur la commune de Boos à 10 km à vol d'oiseau, est de 10,9 °C et le cumul annuel moyen de précipitations est de 847,5 mm,. Pour l'avenir, les paramètres climatiques de la commune estimés pour 2050 selon différents scénarios d’émission de gaz à effet de serre sont consultables sur un site dédié publié par Météo-France en novembre 2022.

## Urbanisme

### Typologie
Au 1er janvier 2024, Tourville-la-Rivière est catégorisée ceinture urbaine, selon la nouvelle grille communale de densité à sept niveaux définie par l'Insee en 2022.
Elle appartient à l'unité urbaine de Rouen, une agglomération inter-départementale regroupant 50  communes, dont elle est une commune de la banlieue,,. Par ailleurs la commune fait partie de l'aire d'attraction de Rouen, dont elle est une commune de la couronne,. Cette aire, qui regroupe 317 communes, est catégorisée dans les aires de 200 000 à moins de 700 000 habitants,.

### Occupation des sols
L'occupation des sols de la commune, telle qu'elle ressort de la base de données européenne d’occupation biophysique des sols Corine Land Cover (CLC), est marquée par l'importance des territoires artificialisés (36,3 % en 2018), en diminution par rapport à 1990 (43 %). La répartition détaillée en 2018 est la suivante : 
eaux continentales (22,4 %), zones agricoles hétérogènes (18,1 %), prairies (16,4 %), zones urbanisées (13,2 %), mines, décharges et chantiers (11,7 %), zones industrielles ou commerciales et réseaux de communication (11,5 %), forêts (6,8 %). L'évolution de l’occupation des sols de la commune et de ses infrastructures peut être observée sur les différentes représentations cartographiques du territoire : la carte de Cassini (XVIIIe siècle), la carte d'état-major (1820-1866) et les cartes ou photos aériennes de l'IGN pour la période actuelle (1950 à aujourd'hui).

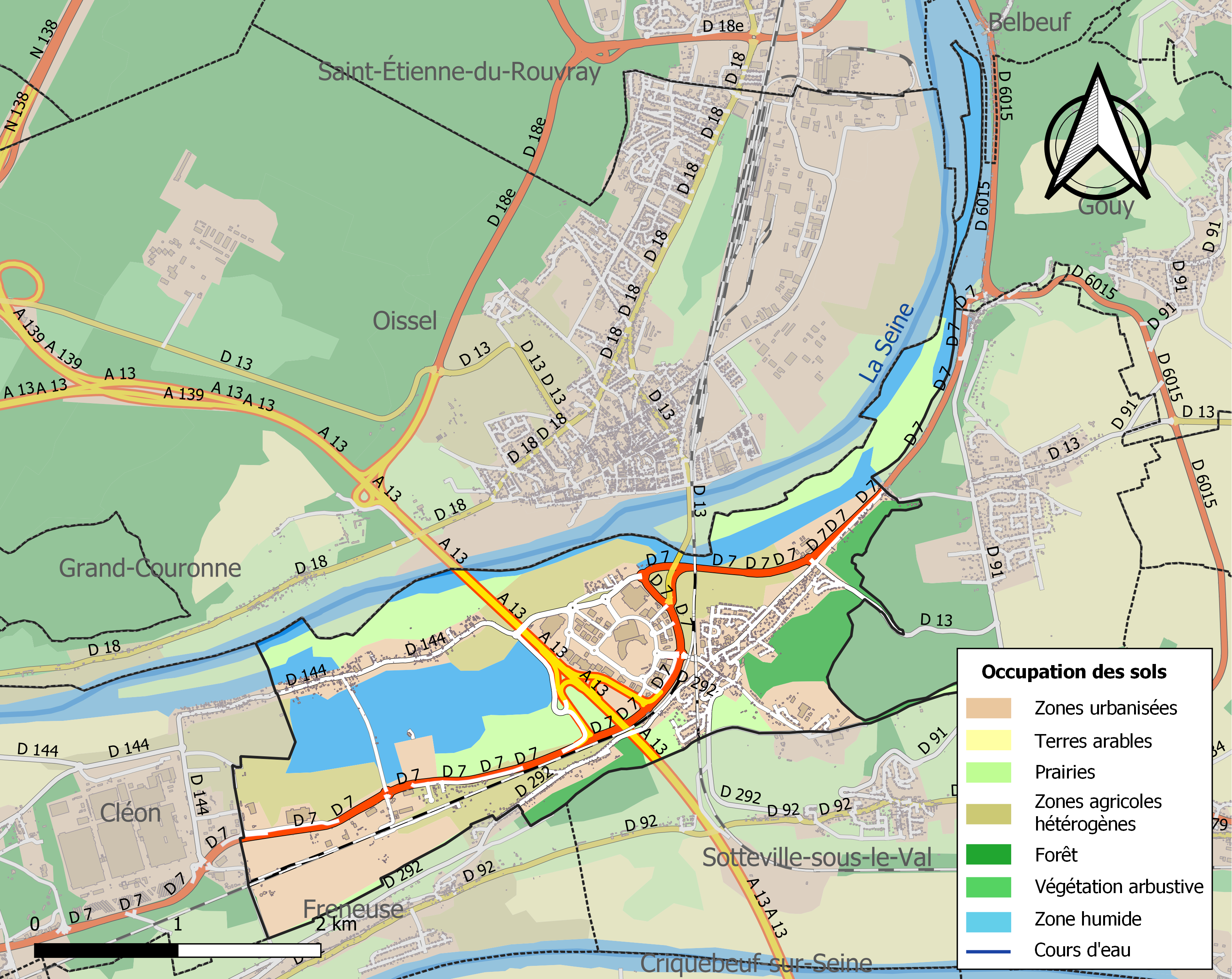
Carte des infrastructures et de l'occupation des sols de la commune en 2018 (CLC).

### Voies de communication et transports

#### Voies routières
Tourville-la-Rivière est desservie par les routes suivantes : 
- D 7 ;
- D 13, dont le pont d'Oissel vers la commune d'Oissel ;
- D 144 ;
- D 292, qui amène à la gare.

Elle est traversée par le viaduc d'Oissel qui supporte l'autoroute A13 et bénéficie de l'échangeur  21.

#### Transport ferroviaire
La commune est traversée par deux lignes de chemin de fer : 
- la ligne ferroviaire de Paris à Rouen, ce qui lui vaut, d'une part, l'ouvrage d'art du tunnel qui porte son nom et, d'autre part, le viaduc du même nom ;
- et celle de Serquigny à Oissel.

La Gare de Tourville de cette ligne est desservie par des trains régionaux ayant pour destinations les gares de Rouen-Rive-Droite ou de Caen.

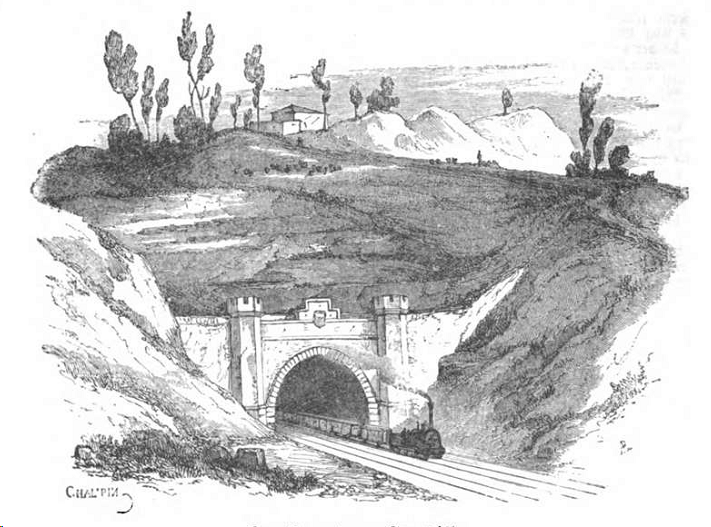
La sortie du tunnel - 1843.
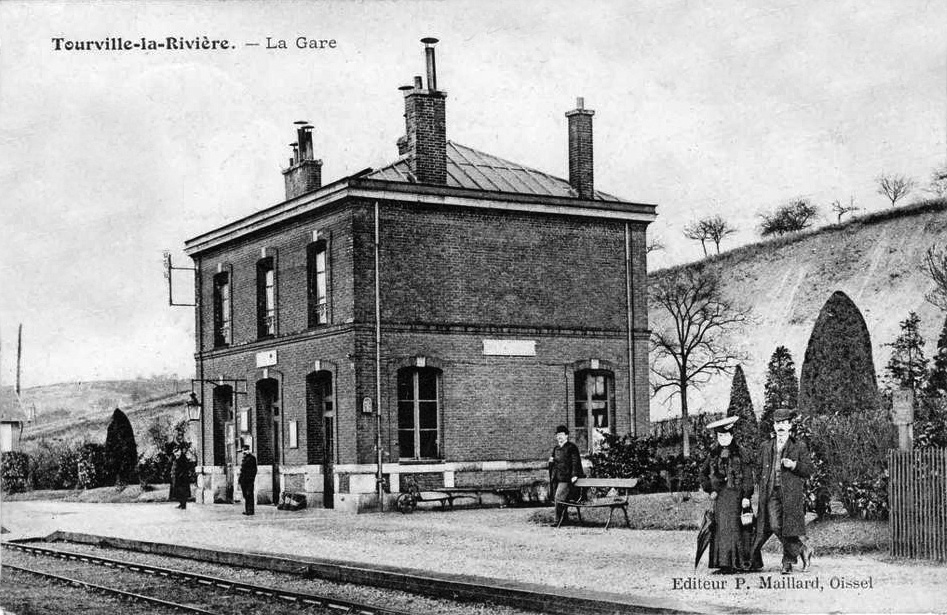
La gare en 1900.
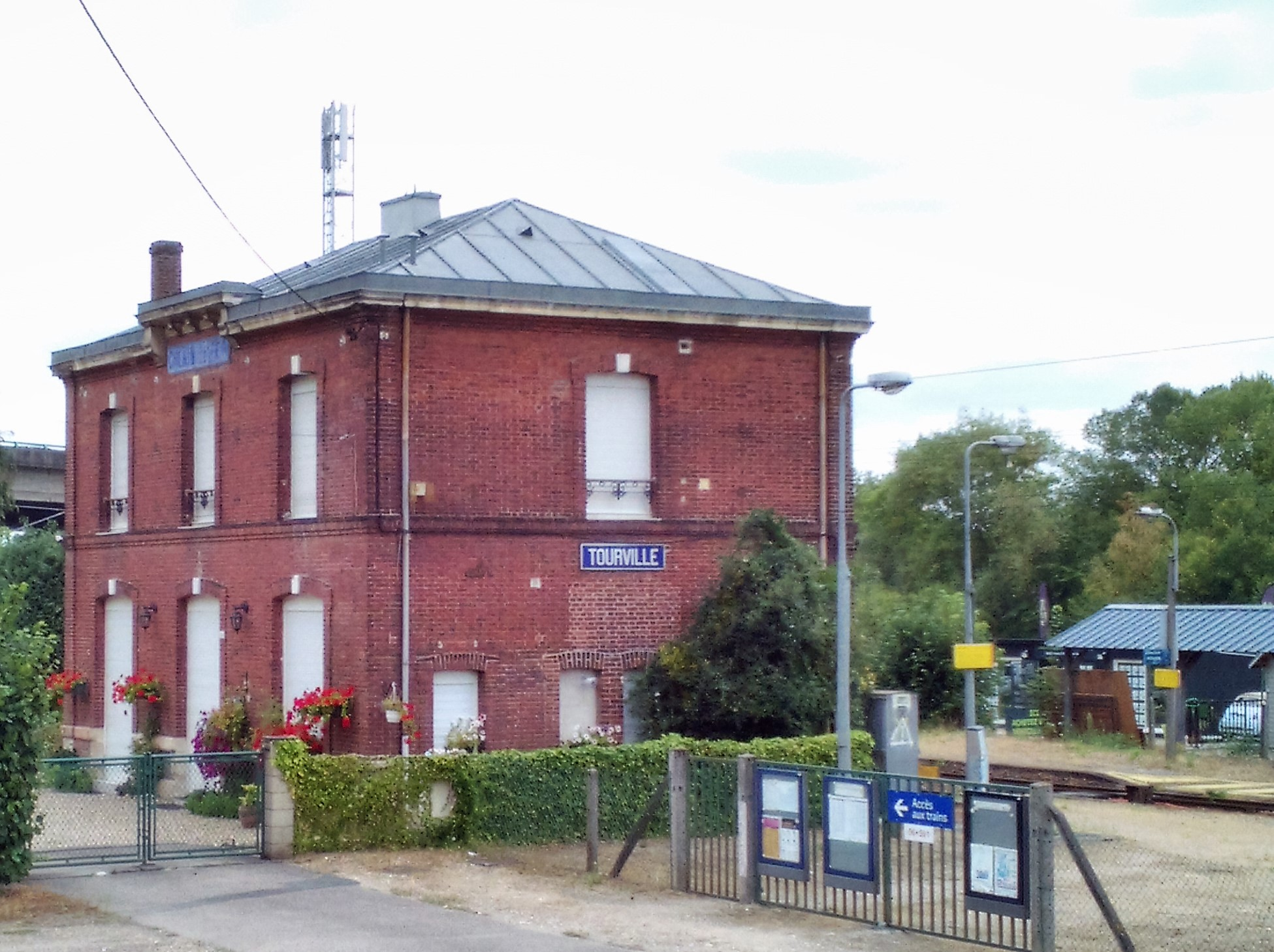
La gare en 2017

## Toponymie
Tourville-la-Rivière est mentionnée sous la forme latinisée Tor villam entre 996 et 1026, nom de lieu en -ville ferme, village, commun en Normandie.
Neuf autres communes portent le nom de Tourville . Toutes sont situées en Normandie dans des zones de colonisation anglo-scandinave et signifient « le domaine de Tori » ou « de Thor », nom propre norrois.
La rivière est la Seine.

### Voies et lieux-dits
| 50 odonymes recensés à Tourville-la-Rivière au 12 octobre 2014 | 50 odonymes recensés à Tourville-la-Rivière au 12 octobre 2014 | 50 odonymes recensés à Tourville-la-Rivière au 12 octobre 2014 | 50 odonymes recensés à Tourville-la-Rivière au 12 octobre 2014 | 50 odonymes recensés à Tourville-la-Rivière au 12 octobre 2014 | 50 odonymes recensés à Tourville-la-Rivière au 12 octobre 2014 | 50 odonymes recensés à Tourville-la-Rivière au 12 octobre 2014 | 50 odonymes recensés à Tourville-la-Rivière au 12 octobre 2014 | 50 odonymes recensés à Tourville-la-Rivière au 12 octobre 2014 | 50 odonymes recensés à Tourville-la-Rivière au 12 octobre 2014 | 50 odonymes recensés à Tourville-la-Rivière au 12 octobre 2014 | 50 odonymes recensés à Tourville-la-Rivière au 12 octobre 2014 | 50 odonymes recensés à Tourville-la-Rivière au 12 octobre 2014 | 50 odonymes recensés à Tourville-la-Rivière au 12 octobre 2014 | 50 odonymes recensés à Tourville-la-Rivière au 12 octobre 2014 | 50 odonymes recensés à Tourville-la-Rivière au 12 octobre 2014 | 50 odonymes recensés à Tourville-la-Rivière au 12 octobre 2014 | 50 odonymes recensés à Tourville-la-Rivière au 12 octobre 2014 | 50 odonymes recensés à Tourville-la-Rivière au 12 octobre 2014 |
| Allée                                                          | Ave.                                                           | Bld                                                            | Chemin                                                         | Cité                                                           | Imp.                                                           | Montée                                                         | Pass.                                                          | Place                                                          | Pont                                                           | Quai                                                           | Rd-point                                                       | Route                                                          | Rue                                                            | Ruelle                                                         | Sente                                                          | Voie                                                           | Autres                                                         | Total                                                          |
| -------------------------------------------------------------- | -------------------------------------------------------------- | -------------------------------------------------------------- | -------------------------------------------------------------- | -------------------------------------------------------------- | -------------------------------------------------------------- | -------------------------------------------------------------- | -------------------------------------------------------------- | -------------------------------------------------------------- | -------------------------------------------------------------- | -------------------------------------------------------------- | -------------------------------------------------------------- | -------------------------------------------------------------- | -------------------------------------------------------------- | -------------------------------------------------------------- | -------------------------------------------------------------- | -------------------------------------------------------------- | -------------------------------------------------------------- | -------------------------------------------------------------- |
| 0                                                              | 1                                                              | 1                                                              | 4                                                              | 0                                                              | 1                                                              | 0                                                              | 0                                                              | 2                                                              | 0                                                              | 0                                                              | 0                                                              | 0                                                              | 31                                                             | 0                                                              | 1                                                              | 0                                                              | 9                                                              | 50                                                             |
| Notes « N »                                                    |                                                                |                                                                |                                                                |                                                                |                                                                |                                                                |                                                                |                                                                |                                                                |                                                                |                                                                |                                                                |                                                                |                                                                |                                                                |                                                                |                                                                |                                                                |
| Sources : rue-ville.info & OpenStreetMap                       |                                                                |                                                                |                                                                |                                                                |                                                                |                                                                |                                                                |                                                                |                                                                |                                                                |                                                                |                                                                |                                                                |                                                                |                                                                |                                                                |                                                                |                                                                |

## Histoire

### Préhistoire
Ossements de mammouths, d'aurochs, de cervidés, de lions des cavernes et d'ours mais aussi des coquillages de mollusques, des silex taillés (avec des études tracéologiques qui mettent en évidence que des hommes de Néandertal ont prélevé de la viande sur leurs carcasses) ont été trouvés dans un méandre de la Seine et datent de l'époque paléolithique supérieure,.
Le 9 octobre 2014, le CNRS a annoncé la découverte des « vestiges d’un pré-Néandertalien » : composés de trois os longs (humérus, radius, cubitus) du bras gauche d’un individu adulte (ou « vieil adolescent »), de sexe encore indéterminé, vieux de quelque 200 000 ans,,.
Quant aux hommes modernes, leur sédentarisation débutera bien plus tard. 4000 ans avant notre ère, l'élevage et la culture se sont organisés à partir de cette période. Si les fouilles se sont faites discrètes sur la période du bronze et l'âge du fer, leur rendement fut plus important concernant l'époque gallo-romaine.

### Antiquité
Lors du percement du tunnel pour le chemin de fer, un cimetière fut découvert. Nombreux sont les Tourvillais possédant des pièces de monnaie, des fragments d'outils ou de poteries de cette époque. Plus près de nous encore, l'église construite aux XIVe et XVe siècles, des colombiers du XVIe siècle attestent de l'ancrage de Tourville dans l'histoire de notre région.
Aux VIIe et VIIIe siècles, le clergé procède au découpage administratif du sol autour des églises. La notion de paroisse apparaît. Il est nécessaire d'attribuer un nom à cette entité.

### Seconde Guerre mondiale

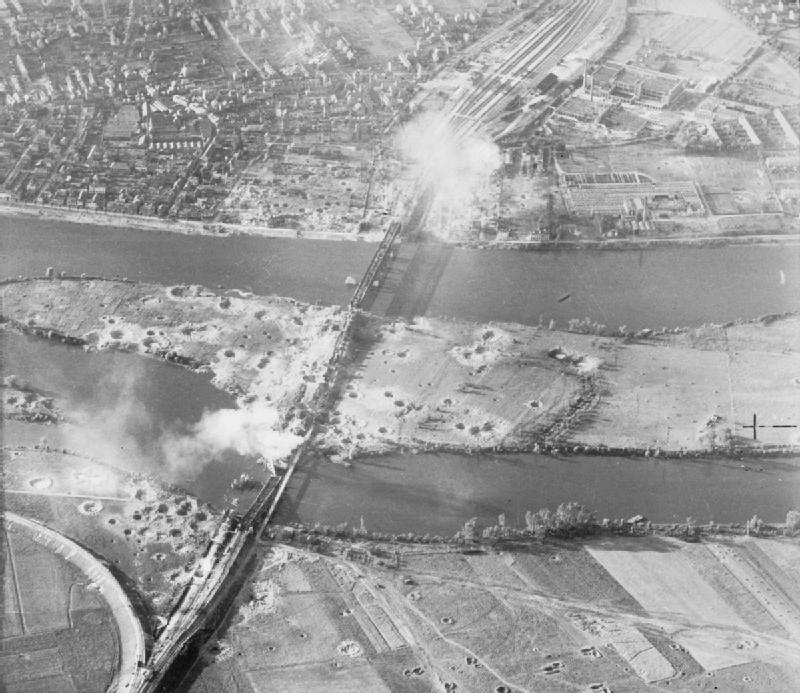
Bombardement aérien allié des ponts ferroviaires de Tourville-la-Rivière,
Août 1944.

### Première Guerre mondiale
En septembre 1914, un commando allemand fut chargé de faire sauter le pont d'Oissel. Après avoir été accroché à Tourville, il fut mis hors d'état de nuire à Sotteville-sous-le-Val.[réf. nécessaire]

## Politique et administration
| Période                                  | Période                       | Identité        | Étiquette | Qualité        |
| ---------------------------------------- | ----------------------------- | --------------- | --------- | -------------- |
| 1902                                     |                               | M. Canivet      |           |                |
| Les données manquantes sont à compléter. |                               |                 |           |                |
| 1945                                     | 1973                          | Gustave Picard  | PCF       |                |
| 1973                                     | mars 1983                     | Bernard Lalmant | PCF       |                |
| mars 1983                                | septembre 2002                | René Durel      | PCF       | Démissionnaire |
| septembre 2002                           | octobre 2020                  | Noël Levillain  | PCF       | Démissionnaire |
| 2020,                                    | En cours (au 8 décembre 2020) | Agnès Cercel    | PCF       |                |

## Démographie
L'évolution du nombre d'habitants est connue à travers les recensements de la population effectués dans la commune depuis 1793. Pour les communes de moins de 10 000 habitants, une enquête de recensement portant sur toute la population est réalisée tous les cinq ans, les populations de référence des années intermédiaires étant quant à elles estimées par interpolation ou extrapolation. Pour la commune, le premier recensement exhaustif entrant dans le cadre du nouveau dispositif a été réalisé en 2006.

En 2022, la commune comptait 2 574 habitants, en évolution de +2,63 % par rapport à 2016 (Seine-Maritime : +0,35 %, France hors Mayotte : +2,11 %).
| 1793 | 1800 | 1806 | 1821 | 1831 | 1836 | 1841 | 1846 | 1851 |
| ---- | ---- | ---- | ---- | ---- | ---- | ---- | ---- | ---- |
| 820  | 764  | 808  | 933  | 951  | 981  | 934  | 939  | 819  |

| 1856 | 1861 | 1866 | 1872 | 1876 | 1881 | 1886 | 1891 | 1896 |
| ---- | ---- | ---- | ---- | ---- | ---- | ---- | ---- | ---- |
| 874  | 850  | 860  | 811  | 822  | 807  | 790  | 682  | 574  |

| 1901 | 1906 | 1911 | 1921 | 1926 | 1931 | 1936 | 1946 | 1954 |
| ---- | ---- | ---- | ---- | ---- | ---- | ---- | ---- | ---- |
| 550  | 566  | 522  | 602  | 677  | 663  | 607  | 637  | 808  |

| 1962 | 1968  | 1975  | 1982  | 1990  | 1999  | 2006  | 2011  | 2016  |
| ---- | ----- | ----- | ----- | ----- | ----- | ----- | ----- | ----- |
| 953  | 1 102 | 1 419 | 1 828 | 1 886 | 2 280 | 2 316 | 2 473 | 2 508 |

| 2021  | 2022  | - | - | - | - | - | - | - |
| ----- | ----- | - | - | - | - | - | - | - |
| 2 568 | 2 574 | - | - | - | - | - | - | - |

### Économie

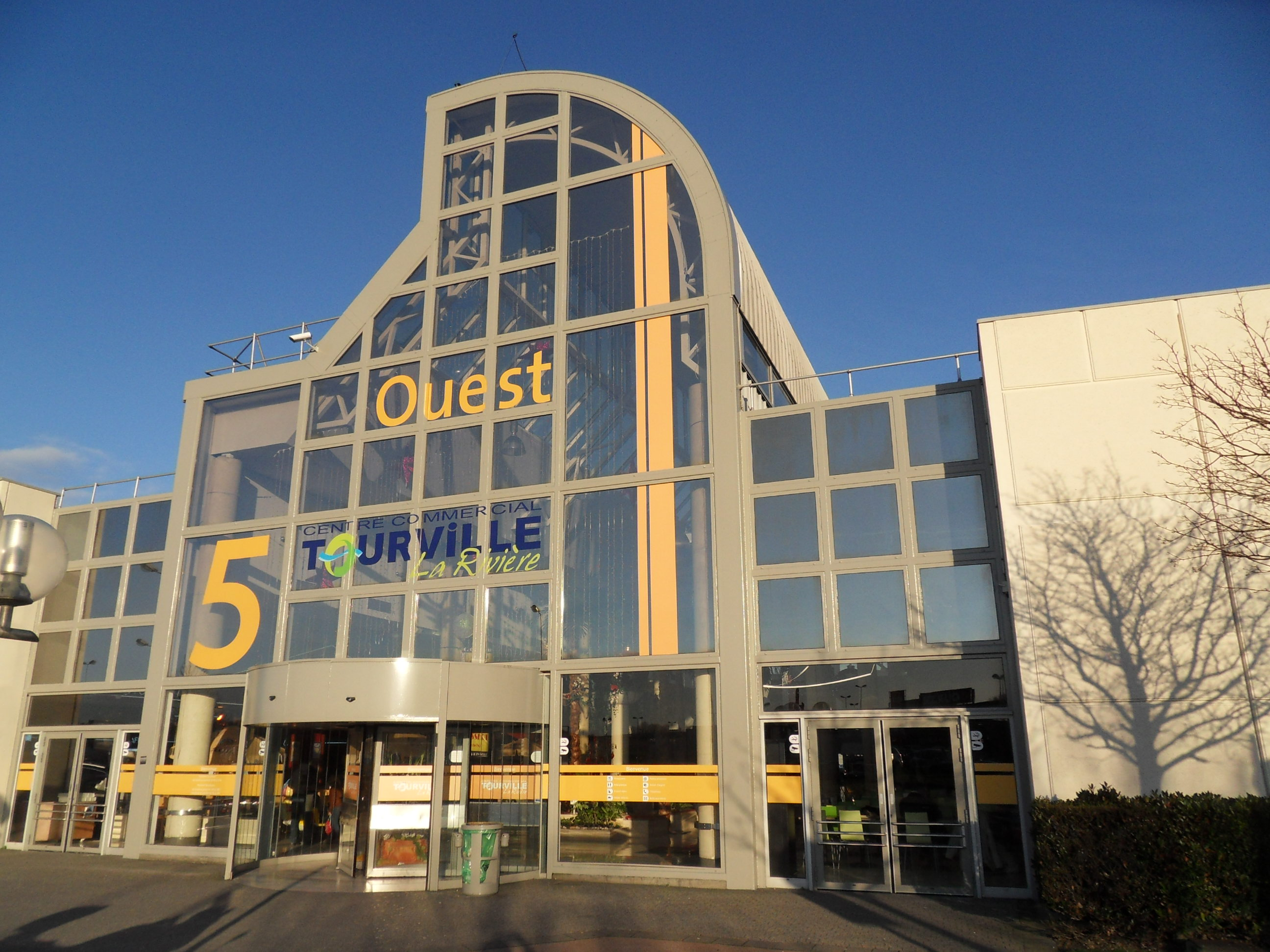
Ouest 5

La commune dispose du centre commercial de Tourville-la-Rivière, Ouest 5.

## Culture locale et patrimoine

### Lieux et monuments
- Église Saint-Martin[31].

L'église
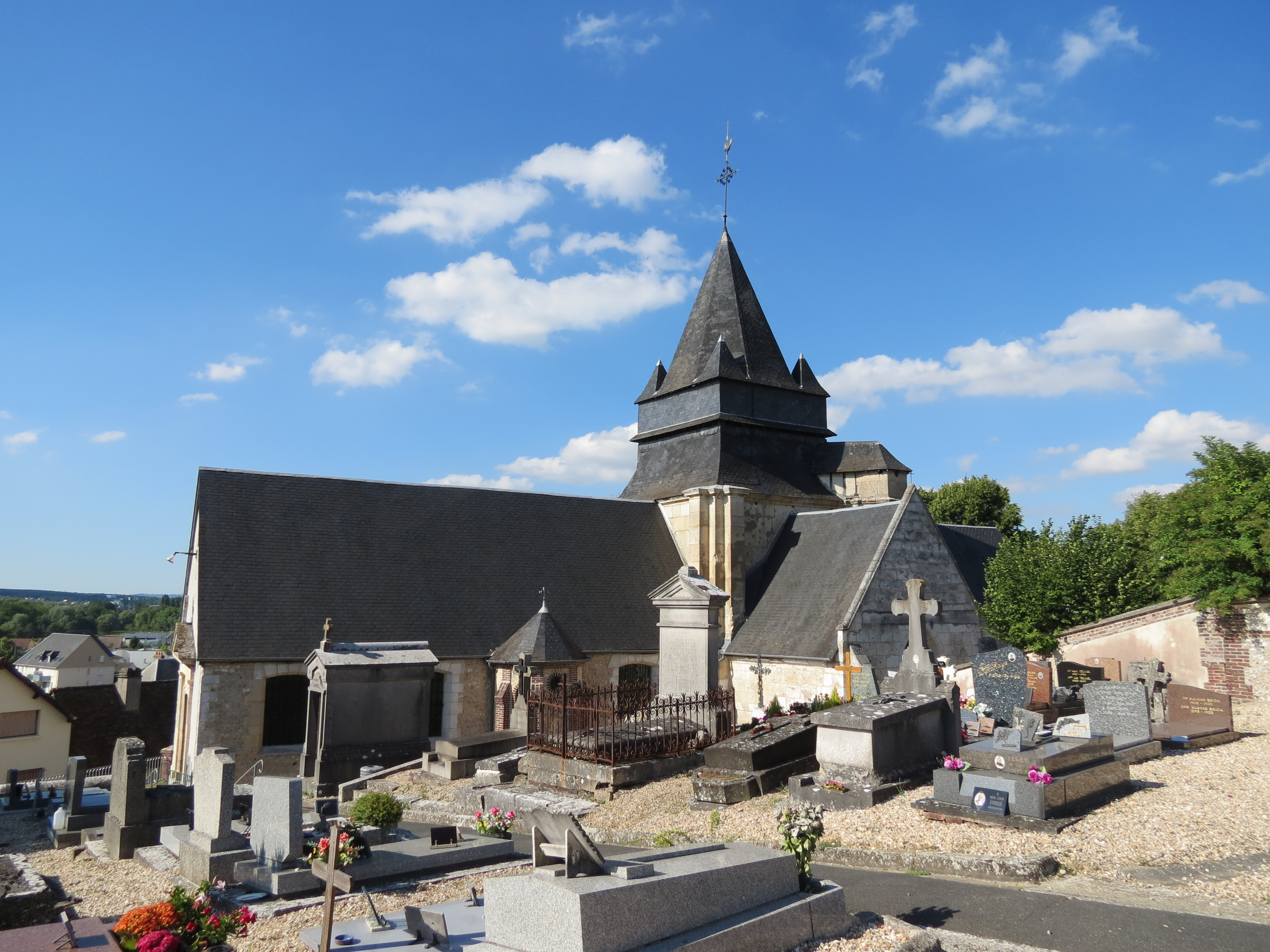
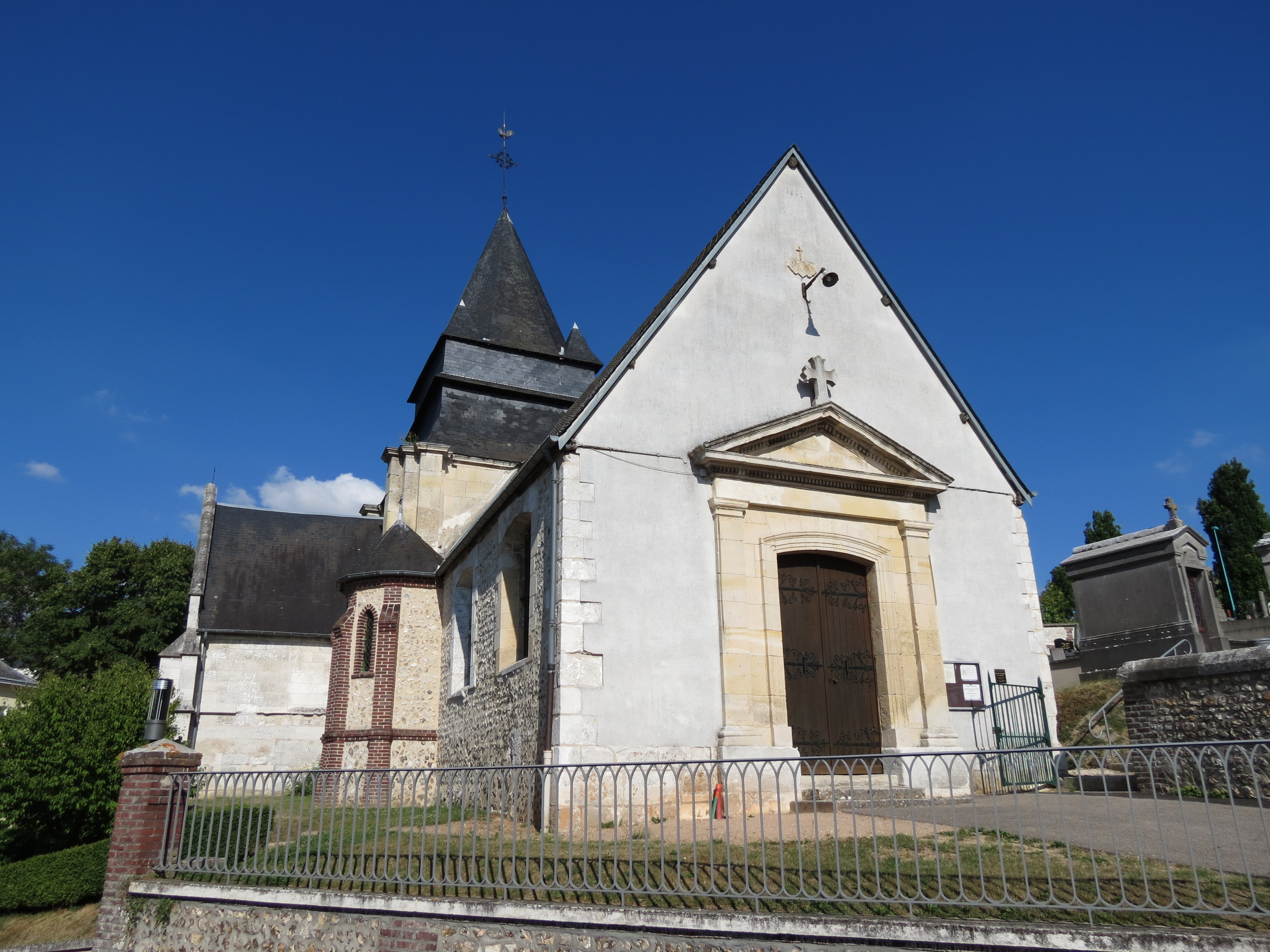
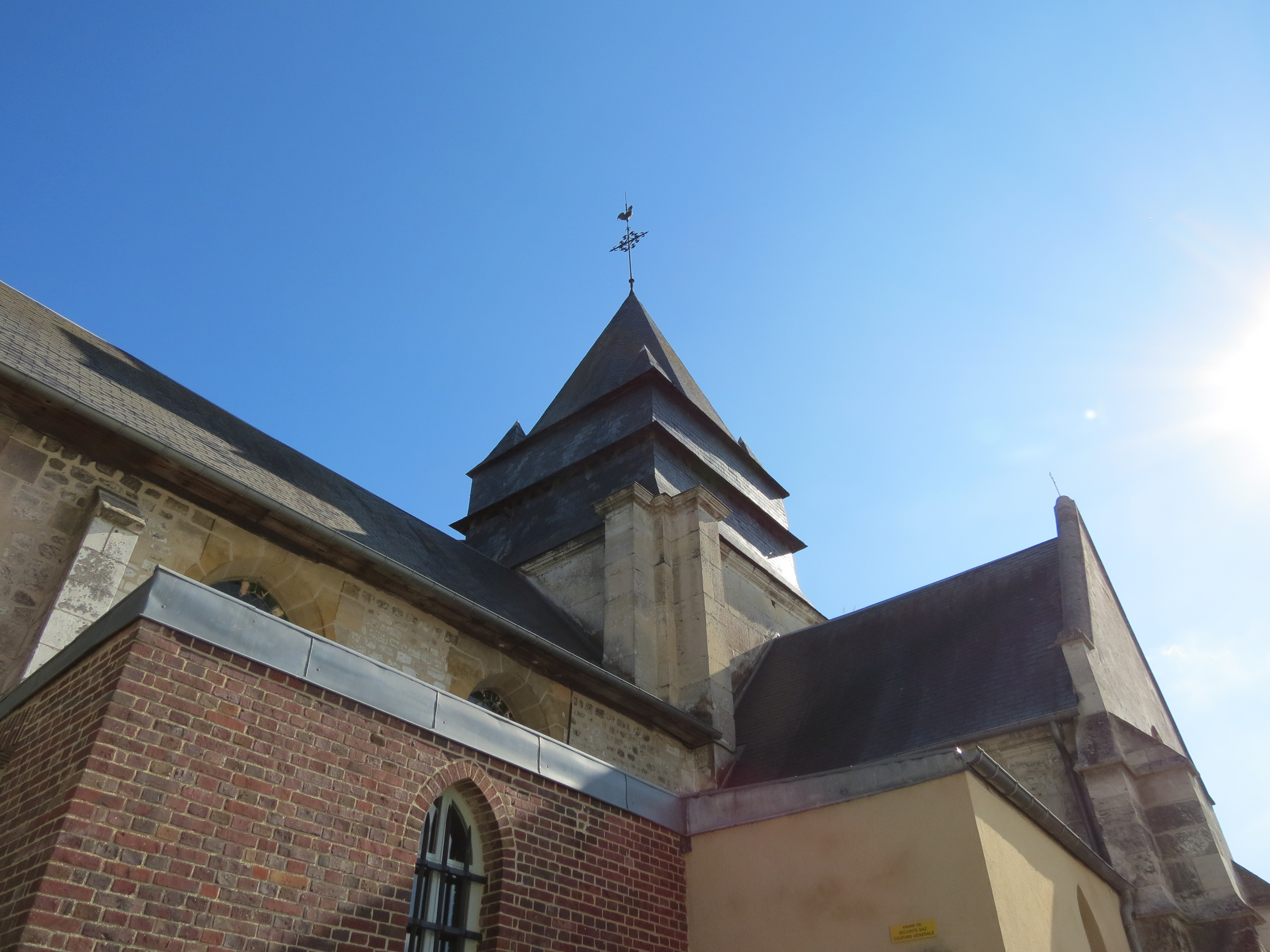
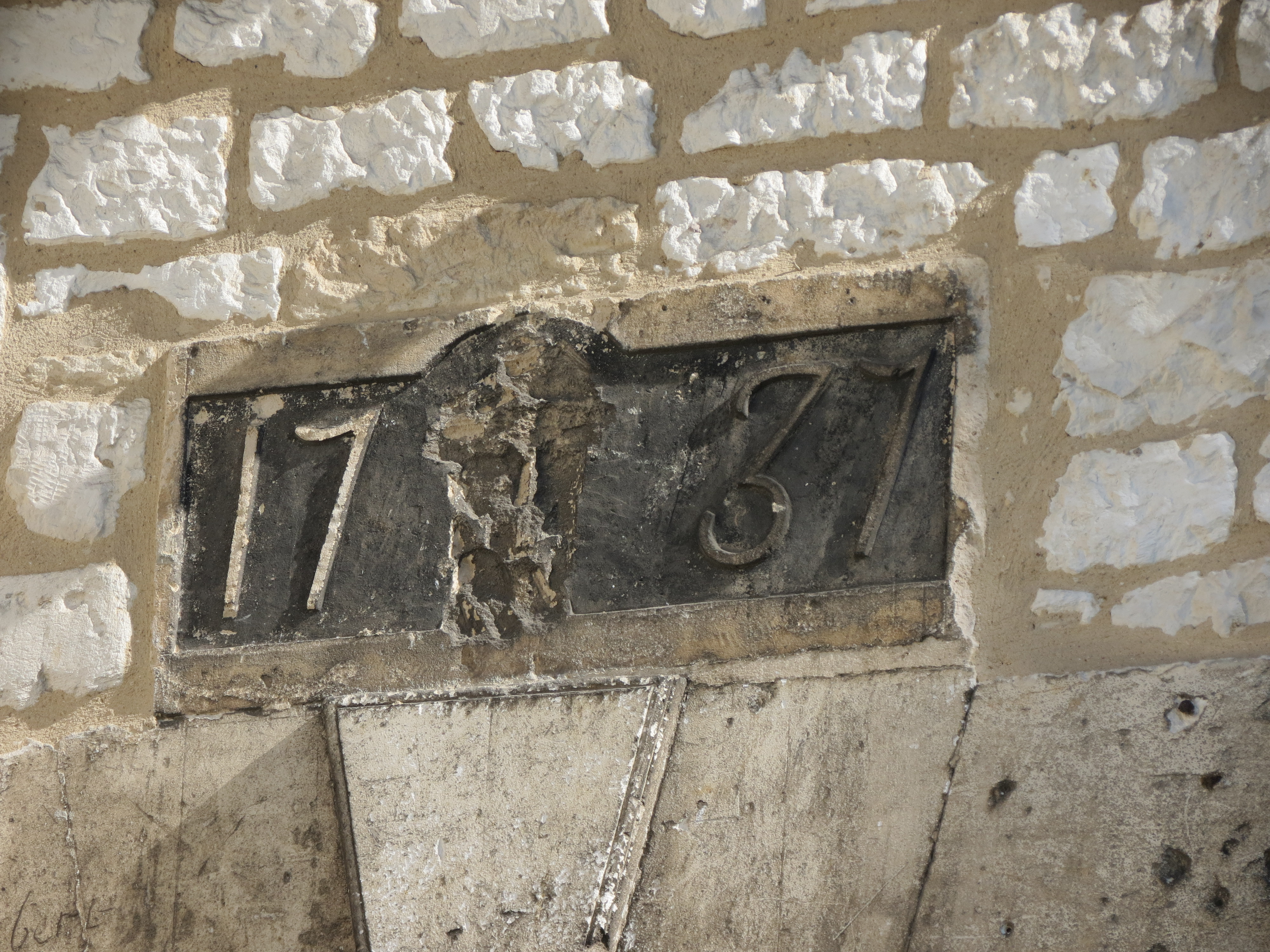

- Manoir au lieu-dit Gruchet, comprenant une chapelle du XIIe siècle[32].
- Manoir de Bédanne, à la restauration duquel est intervenu l'architecte Stephen Sauvestre[33].
- Île Potel.

### Personnalités liées à la commune
- Henri Quesné (1813-1887), homme politique.

### Héraldique
| Blason de Tourville-la-Rivière | Blason  | Coticé d'argent et d'azur de dix pièces, au lion couronné de gueules, accompagné de trois coquilles d'or, le tout brochant. |
| Blason de Tourville-la-Rivière | Détails | |

## Pour approfondir